# Detection Club
De Detection Club is een club van voornamelijk Britse schrijvers van mysteryverhalen.

## De club
De club werd opgericht rond 1930. Bij de eerste leden hoorden onder meer Agatha Christie, Dorothy L. Sayers, Hugh Walpole, Emma Orczy en Edmund Clerihew Bentley. De eerste voorzitter was Gilbert Keith Chesterton. De leden dienen een eed af te leggen. Ze beloven bij het schrijven van hun verhalen in de mate van het mogelijke met een aantal richtlijnen - de tien geboden van Ronald Knox - rekening te houden. Nieuwe leden dienen door twee bestaande leden voorgedragen en door de andere leden goedgekeurd te worden.

## Knox' tien geboden
1. De schurk dient in het begin van het verhaal vernoemd te worden maar de lezer mag diens gedachten niet kennen.
2. Het gebruik van bovennatuurlijke krachten is verboden.
3. Gebruik maken van meer dan één geheime kamer of doorgang is niet toegestaan.
4. Er mag geen onontdekt vergif worden gebruikt, noch apparaten die aan het eind een lange wetenschappelijke uitleg vereisen.
5. Er mag geen Chinees in het verhaal voorkomen.[noot 2]
6. De speurder mag niet geholpen worden door toeval of een onverklaarbare intuïtie.
7. De speurder mag de misdaad niet zelf plegen.
8. De door de speurder ontdekte aanwijzingen dienen de lezer bekend te zijn.
9. De rechterhand van de speurder, de Watson, mag geen gedachtegangen voor de lezer verborgen houden en dient net iets minder intelligent te zijn dan de gemiddelde lezer.
10. Er mag geen gebruik gemaakt worden van tweelingen of dubbelgangers tenzij de lezer er degelijk op voorbereid werd.

## Voorzitters
- G. K. Chesterton (1930–1936)
- E. C. Bentley (1936–1949)
- Dorothy L. Sayers (1949–1957)
- Agatha Christie (1957–1976) (tot 1963 samen met Lord Gorell)
- Julian Symons (1976–1985)
- H. R. F. Keating (1985–2000)
- Simon Brett (2000–2015)
- Martin Edwards (2015–)

## Leden
Enkele leden met een Wikipediapagina op alfabetische volgorde:
- Eric Ambler
- Desmond Bagley
- Edmund Clerihew Bentley
- Christianna Brand
- Gilbert Keith Chesterton
- Agatha Christie
- Ann Cleeves
- Cecil Day-Lewis
- Len Deighton
- Colin Dexter
- John Dickson Carr
- Dick Francis
- Antonia Fraser
- Robert Goddard
- Sophie Hannah
- John Harvey
- Patricia Highsmith

- Reginald Hill
- P.D. James
- Peter James
- Gavin Lyall
- John le Carré
- Ngaio Marsh
- A.E.W. Mason
- Alexander McCall Smith
- Val McDermid
- A.A. Milne
- Emma Orczy
- Ian Rankin
- Ruth Rendell
- Peter Robinson
- Dorothy L. Sayers
- Hugh Walpole

## Publicaties
- The Scoop and Behind the Screen (1931)
- Dood van een admiraal (1931)
- Ask a Policeman (1933)
- The Anatomy of a Murder (1936)
- Detection Medley (1939)
- Mystery Playhouse presents The Detection Club (1948)
- No Flowers By Request (1953)
- Verdict of Thirteen (1978)
- The Man Who... (1992)
- The Detection Collection (2005; kortverhalen ter gelegenheid van de 75e verjaardag van de club)
- The Verdict of Us All (2006)
- The Sinking Admiral (2016)
- Motives for Murder (2016)
- Howdunit: A Masterclass in Crime Writing by Members of the Detection Club (2020)
- Eric the Skull (2020)

- Library of Congress Control Number: n80146368
- Virtual International Authority File: 132021389